# Sirgiti
Sirgiti è una suddivisione dell'India, classificata come census town, di 12.469 abitanti, situata nel distretto di Bilaspur, nello stato federato del Chhattisgarh. In base al numero di abitanti la città rientra nella classe IV (da 10.000 a 19.999 persone).

## Geografia fisica
La città è situata a 22° 03' 19 N e 82° 08' 15 E.

## Società

### Evoluzione demografica
Al censimento del 2001 la popolazione di Sirgiti assommava a 12.469 persone, delle quali 6.466 maschi e 6.003 femmine. I bambini di età inferiore o uguale ai sei anni assommavano a 1.880, dei quali 935 maschi e 945 femmine. Infine, coloro che erano in grado di saper almeno leggere e scrivere erano 7.977, dei quali 4.859 maschi e 3.118 femmine.